# Yvette Wilson
Yvette Wilson (Los Ángeles, 6 de marzo de 1964 - 14 de junio de 2012, Los Ángeles, California),  fue una actriz y comediante estadounidense.
Realizó sus estudios en la Universidad Estatal de San José. Apareció en Moesha y Friday. Recibió el Premio NAACP Image a la mejor actriz de reparto en una serie de comedia.
También se la vio en la serie televisiva In Living Color, y en películas como Poetic Justice, Jungle Cubs y Moesha. 
Contrajo matrimonio con Jerome Harry.
Falleció el 14 de junio de 2012, a los 48 años.